# Parlamentarische Untersuchungskommission
Die Parlamentarische Untersuchungskommission (PUK) ist im politischen System der Schweiz eine von Parlamentariern gebildete temporäre Kommission, welche politische Oberaufsicht über die Regierung, die Verwaltung oder die Gerichte ausüben kann. Sie wird in ausserordentlichen Fällen von grosser Tragweite gebildet, um kontroverse Vorkommnisse zu untersuchen, und wird nach dem Schlussbericht aufgelöst. Die Parlamentarische Untersuchungskommission existiert auf eidgenössischer, kantonaler und zum Teil auch auf kommunaler Ebene. Das Resultat ihrer Untersuchung wird in einem Bericht dargelegt. Die Einsetzung einer PUK wird auf allen Ebenen gesetzlich geregelt.

## Eidgenössische Ebene

### Rechtsgrundlage und Einberufung
Die Bundesversammlung übt nach Art. 169 Abs. 1 der Bundesverfassung (BV) die Oberaufsicht über die Tätigkeiten des Bundesrates, der Bundesverwaltung, der eidgenössischen Gerichte und anderer Träger von Bundesaufgaben aus. Um diese Aufgabe wahrzunehmen, kann sie eine Parlamentarische Untersuchungskommission (PUK) einsetzen, wenn Vorkommnisse von grosser Tragweite zu klären sind. Die Einsetzung, die Organisation, das Verfahren und die Rechte einer PUK werden im Parlamentsgesetz geregelt (Art. 163 ff. ParlG). Die Einsetzung einer PUK kann von einer Fraktion, einer Kommission, dem Büro des Nationalrates oder des Ständerates oder von einzelnen Ratsmitgliedern mit einer parlamentarischen Initiative oder einer Motion gefordert werden. Nach Anhörung des Bundesrates wird die PUK durch einen einfachen Bundesbeschluss eingesetzt – er regelt insbesondere «den Auftrag und die finanziellen Mittel der Untersuchungskommission» –, dem beide Kammern zustimmen müssen. Die Kommission besteht aus «gleich vielen Mitgliedern jedes Rates», die durch das Büro jedes Rates auf Vorschlag der Fraktionen gewählt werden. Die Ratsbüros wählen einen Präsidenten aus dem einen und einen Vizepräsidenten aus dem andern Rat. Die PUK verfügt über ein eigenes Sekretariat, dessen Personal von den Parlamentsdiensten zur Verfügung gestellt wird. Die Kommission kann weiteres Personal anstellen.

### Kompetenzen und Verfahren
Eine PUK hat die gleichen Informationsrechte wie die Delegationen der Aufsichtskommissionen (Geschäftsprüfungsdelegation, Finanzdelegation). Diese Informationsrechte sind umfassend; einer PUK «können keine Geheimhaltungspflichten entgegengehalten werden» (Art. 169 Abs. 2 BV). Einer PUK müssen alle verlangten Akten zur Verfügung gestellt werden, insbesondere auch die Protokolle und Unterlagen der Bundesratssitzungen. Eine PUK kann Personen – auch solche ausserhalb der Bundesverwaltung – als Auskunftspersonen oder als Zeugen befragen, auskunftspflichtige Personen vorladen und im Fall eines unbegründeten Fernbleibens durch die Polizei vorführen lassen. Die PUK kann zu ihrer Unterstützung einen Untersuchungsbeauftragten für die Beweiserhebung einsetzen. Die Kompetenzen und Handlungsmöglichkeiten einer PUK bezüglich Einsichtnahme, Befragung und Sachverhaltsabklärungen gehen damit deutlich weiter als die Rechte der ständigen Oberaufsichtskommissionen (Geschäftsprüfungskommissionen und Finanzkommissionen) der beiden Räte.
Die Behörden des Bundes und der Kantone haben einer PUK Amts- und Rechtshilfe zu leisten.
Eine PUK unterbreitet die Ergebnisse ihrer Untersuchungen und ihre Empfehlungen für eine Behebung der festgestellten Mängel in einem Bericht zuhanden der Bundesversammlung. Die beiden Kammern diskutieren getrennt über diesen Bericht und beschliessen über die Empfehlungen der PUK (in Form von parlamentarischen Initiativen, Motionen oder Postulaten). Die PUK muss nach Abschluss ihrer Ermittlungen und vor der Berichterstattung den Personen, gegen die Vorwürfe erhoben werden, Einsicht in die sie betreffenden Teile des Berichtsentwurfs geben und ihnen Gelegenheit zur Stellungnahme geben (rechtliches Gehör). Beweismittel, die der betroffenen Person nicht genannt werden, dürfen nicht gegen diese verwendet werden. Der Bundesrat kann sich zum Ergebnis der Untersuchungen sowohl in der PUK wie auch in einem eigenen Bericht an die Bundesversammlung äussern.
Die PUK übt politische Kontrolle aus, kann aber aufgrund der Gewaltenteilung keine Entscheide anderer Behörden unmittelbar aufheben oder ändern, noch einzelne Personen disziplinieren, strafen, in vermögensrechtlicher Hinsicht zur Verantwortung ziehen oder entlassen.

### Bisher eingesetzte PUK

#### Kommissionen des Nationalrates und des Ständerates «über die Abklärung der Mirage-Angelegenheit» 1964
Die Eidgenössischen Räte hatten 1961 der vom Bundesrat beantragten Beschaffung von 100 Mirage-Kampfflugzeugen für 871 Mio. CHF zugestimmt. Als der Bundesrat 1964 einen Zusatzkredit von 576 Mio. CHF beantragte, löste diese massive Kostenüberschreitung grosse Empörung aus. 
Der Nationalrat beschloss am 10. Juni 1964 die Einsetzung einer Spezialkommission, welche die «Gründe des Versagens und die Verantwortlichkeit aller beteiligten Verwaltungsinstanzen ermitteln» und «das Verhältnis von Bundesrat und Parlament unter dem Gesichtspunkt der Kontrollpflicht der Volksvertretung gegenüber der Regierung überdenken» sollte. Der Ständerat folgte am 17. Juni 1964; er erteilte seiner um zusätzliche Mitglieder erweiterten Militärkommission denselben Auftrag. Die beiden Kammern verliehen diesen Kommissionen «das Recht, zur Abklärung des Tatbestandes und zur Ermittlung der Verantwortlichkeiten alle beteiligten Verwaltungsinstanzen einzuvernehmen, in alle erforderlichen Unterlagen Einsicht zu verlangen und Experten beizuziehen.» Damit wurde die spätere gesetzliche Regelung der PUK vorweggenommen. Die beiden Kommissionen schlossen sich zusammen und erstatteten am 1. September 1964 einen gemeinsamen Bericht.
Auf der Grundlage der Analyse der bei der Mirage-Beschaffung zutage getretenen Missstände beauftragte das Parlament den Bundesrat mit einer Reorganisation des Eidgenössischen Militärdepartementes. Darüber hinaus beschlossen sie einen Ausbau der parlamentarischen Kontrolle über Bundesrat und Verwaltung: einen Ausbau der Geschäftsprüfungskommissionen, einen Ausbau der Parlamentsdienste und eine gesetzliche Regelung für künftige PUK. Indem die entsprechenden Gesetzesänderungen auf dem Wege der parlamentarischen Initiative, also durch eine parlamentarische Kommission und nicht durch den Bundesrat ausgearbeitet wurden, wurde dieses bisher nur sehr selten benützte starke Instrument des Parlamentes etabliert und in der Folge auch gesetzlich näher geregelt.
Die Arbeit dieser ersten De facto-PUK förderte insbesondere auch die politische Karriere ihres Präsidenten Kurt Furgler, der 1971 als Mitglied des Bundesrates gewählt wurde.

#### Parlamentarische Untersuchungskommissionen «Vorkommnisse im EJPD» (PUK EJPD; 1989/1990)
Im Spätherbst 1988 wurde die Firma Shakarchi, in welcher Hans W. Kopp, der Ehemann von Bundesrätin Elisabeth Kopp im Verwaltungsrat Einsitz hatte, in Ermittlungen wegen Geldwäscherei von Einnahmen aus illegalem Handel mit Betäubungsmitteln verwickelt. Als die Bundesrätin aus vertraulichen amtlichen Quellen davon Kenntnis erhielt, warnte sie ihren Ehemann. Als diese mutmassliche Verletzung des Amtsgeheimnisses bekannt wurde, geriet sie unter massiven Druck der Medien und der Politik und musste am 12. Dezember 1988 ihren Rücktritt auf Ende Februar 1989 bekannt geben.
Am 31. Januar 1989 beschlossen die Eidgenössischen Räte die Einsetzung einer PUK mit dem Auftrag der «Untersuchung der Amtsführung des Eidgenössischen Justiz- und Polizeidepartementes und insbesondere derjenigen der Bundesanwaltschaft, vor allem zur Klärung der im Zusammenhang mit der Amtsführung und dem Rücktritt der Departementsvorsteherin erhobenen Vorwürfe» sowie zur «Abklärung des Vorgehens der Bundesbehörden und Bundesstellen bei der Bekämpfung der Geldwäscherei und des internationalen Drogenhandels». Die PUK untersuchte insbesondere auch die zum Zwecke des Staatsschutzes erstellten umfangreichen Datensammlungen der Politischen Polizei der Bundesanwaltschaft und deckte so den «Fichenskandal» auf. Vor allem tatsächlich oder angeblich linksstehende Personen wurden mit rechtlich zweifelhaften Methoden überwacht. Solche Personen erlitten aufgrund von Interventionen der Bundesanwaltschaft bei Arbeitgebern erhebliche berufliche Nachteile.
Als Resultat der Untersuchungen der PUK (Bericht vom 22. November 1989) erteilte das Parlament dem Bundesrat verschiedene Aufträge, insbesondere für eine Reorganisation der Bundesanwaltschaft. Auf Initiative der PUK wurde 1992 die Geschäftsprüfungsdelegation der Eidgenössischen Räte geschaffen, welche die Tätigkeit des Staatsschutzes und der Nachrichtendienste überwacht und zu diesem Zweck über uneingeschränkte Informationsrechte wie eine PUK verfügt.
Präsident der PUK war Nationalrat Moritz Leuenberger (1995 als Mitglied des Bundesrates gewählt), Vizepräsidentin war Ständerätin Josi Meier.

#### Parlamentarische Untersuchungskommissionen «Vorkommnisse im EMD» (PUK EMD; 1990)
Die PUK EJPD erhielt auch Hinweise, die das Eidgenössische Militärdepartement (EMD) betrafen, konnte diesen aber nicht nachgehen, weil ihr Auftrag auf das EJPD beschränkt war. Die Eidgenössischen Räte setzten die PUK EMD mit Bundesbeschluss vom 12. März 1990 ein und erteilten ihr den Auftrag zur Untersuchung der «Tätigkeit jener Gruppen, Untergruppen und Aemter des Eidgenössischen Militärdepartements, die sich mit dem Nachrichtendienst, mit der Abwehr, mit der Vorbereitung von Notstandsmassnahmen und mit der Führung von Personaldateien befassen oder befasst haben.» Im Zentrum der Untersuchung standen die geheime Kaderorganisation P-26, welche ohne gesetzliche Grundlage und ohne genügende Führung durch die politisch verantwortlichen Behörden den Widerstand der Schweiz im Falle einer fremden Besetzung vorbereiten sollte, und der ausserordentliche Nachrichtendienst P-27. Die PUK stellte fest, dass für diese geheimen Dienste keine gesetzlichen Grundlagen bestanden, ihre Führung durch den politisch verantwortlichen Bundesrat ungenügend war und das Parlament seine von der Verfassung geforderte Oberaufsicht nicht wahrnehmen konnte.
Als Resultat der Untersuchungen der PUK (Bericht vom 17. November 1990) erteilte das Parlament dem Bundesrat verschiedene Aufträge, insbesondere für die Beendigung der Tätigkeit der Organisation P-26 und der ungesetzlichen Zustände im Bereich des militärischen Nachrichtendienstes.
Präsident der PUK war Ständerat Carlo Schmid, Vizepräsident war Nationalrat Werner Carobbio.

#### Parlamentarische Untersuchungskommissionen zur Abklärung von Organisations- und Führungsproblemen bei der Pensionskasse des Bundes (PUK PKB; 1995/1996)
Die Pensionskasse des Bundes (PKB) hatte seit Beginn der achtziger Jahre mit grossen Problemen in den Bereichen Führung und Organisation, EDV und Finanzen zu kämpfen. Etwa 40'000 Versichertendossiers wiesen Mängel auf. Die Rechnung war seit 1988 von der Eidgenössischen Finanzkontrolle nicht mehr als ordnungsgemäss befunden worden. Am 4. Oktober 1995 beschlossen die Eidgenössischen Räte die Einsetzung einer PUK mit dem Auftrag der «Untersuchung der Organisation und der Amtsführung der Pensionskasse des Bundes (PKB) und der Amtsführung des Eidgenössischen Finanzdepartements in bezug auf die PKB».
Die PUK stellte in ihrem Bericht vom 7. Oktober 1996 fest, dass der Bundesrat in Bezug auf die PKB «während all der Jahre praktisch nichts vorgekehrt hat, um die gravierenden Missstände zu beheben»; die Hauptverantwortung wies sie Bundesrat Otto Stich als Vorsteher des EFD zu. 
Die PUK arbeitete zahlreiche Empfehlungen an den Bundesrat für eine Verbesserung der Informatiksysteme aus. Gestützt auf den Bericht der PUK beschloss das Parlament verschiedene Aufträge an den Bundesrat, z. B. die Prüfung einer besseren Organisationsform der Pensionskasse und die Ausarbeitung einer Gesetzesänderung, welche die Unabhängigkeit der Eidgenössischen Finanzkontrolle verbessert. Das Parlament beschloss aber auch Verbesserungen seiner eigenen Zuständigkeiten und Verfahren; z. B. eine bessere Koordination unter den Kontrollkommissionen, stärkere Akteneinsichtsrechte der GPK und eine verbindlichere Wirkung von Aufträgen an den Bundesrat in dessen Zuständigkeitsbereich.
Präsident der PUK war Ständerat Fritz Schiesser, Vizepräsident war Nationalrat Simon Epiney. 

#### Parlamentarische Untersuchungskommission zur CS-Notfusion (2023)
Am 19. März 2023 beschloss der Bundesrat auf Grundlage einer Notverordnung  und mit Zustimmung der Finanzdelegation der Eidgenössischen Räte dringliche Kredite von 9 Milliarden Franken für die UBS und 100 Milliarden Franken für die Schweizerische Nationalbank (SNB). Ziel war die Übernahme der angeschlagenen Credit Suisse durch die UBS. Die Bundesversammlung lehnte diese Kredite in der ausserordentlichen Session vom 11. und 12. April 2023 ab. Dies hatte jedoch keine rechtliche Wirkung, da der Bundesrat bereits bindende Verpflichtungen eingegangen war. Am 8. Juni 2023 setzte die Bundesversammlung eine Parlamentarische Untersuchungskommission ein, um die Vorgänge rund um die Notfusion zu untersuchen. Isabelle Chassot und Franziska Ryser wurden als Präsidentin bzw. Vizepräsidentin der PUK gewählt, die sich aus Mitgliedern aller Parlamentsfraktionen zusammensetzt.
Am 20. Dezember 2024 veröffentlichte die PUK ihren Bericht, der die Führung der Credit Suisse für den Vertrauensverlust und die wirtschaftliche Instabilität der Bank verantwortlich machte. Verwaltungsrat und Geschäftsleitung hätten wiederholt Weisungen der Finanzmarktaufsicht ignoriert und seien «renitent» gewesen. Während die politischen Behörden kein kausales Fehlverhalten begangen hätten, wurde die Informationspolitik des damaligen Finanzministers Ueli Maurer kritisiert, die den Bundesrat in seiner Arbeit einschränkte. Die Untersuchung führte zu zwanzig Empfehlungen und mehreren Vorstössen, um die Governance und Krisenbewältigung in der Schweiz zu verbessern.

### Gescheiterte Forderungen für die Einsetzung einer PUK (ab 1995)
Seit der Einsetzung der PUK zur Abklärung von Organisations- und Führungsproblemen bei der Pensionskasse des Bundes (PKB) am 4. Oktober 1995 sind 31 parlamentarische Initiativen und eine Motion mit der Forderung für die Einsetzung einer PUK eingereicht worden (Stand 17. März 2023), die alle erfolglos blieben. 29 parlamentarische Initiativen scheiterten im Nationalrat. Eine parlamentarische Initiative und eine Motion, welche beide die Einsetzung einer PUK zur Untersuchung der Amtsführung von Bundesrat, Bundesverwaltung, Finanzmarktaufsicht und Schweizerischer Nationalbank in der Finanzkrise ab 2007 (insbesondere bei der Rettung der UBS durch die Anwendung von Notrecht im Oktober 2008 und bei der Herausgabe UBS-Kundendossiers an die USA im Februar 2009) verlangten, wurden 2010 zwar vom Nationalrat angenommen, vom Ständerat aber abgelehnt.
Die Gründe für die Erfolglosigkeit dieser Forderungen nach einer PUK liegen einerseits darin, dass seit 1992 eine Alternative zur Einsetzung einer PUK bestand, indem die damals geschaffene Geschäftsprüfungsdelegation Untersuchungen mit denselben Informationsrechten wie denjenigen einer PUK durchführen konnte. Andererseits stammten die Forderungen nach einer PUK zum grössten Teil aus den Fraktionen der Rechten oder der Linken (zwölfmal aus der SVP-Fraktion, zehnmal aus der SP-Fraktion, achtmal aus der Grünen-Fraktion): «In der Schweiz ist die PUK allerdings ein Instrument einer breiten Parlamentsmehrheit gegenüber einer Regierung, die bei einem bestimmten Thema punktuell die Unterstützung des Parlaments verloren hat. Entsprechend haben PUK-Begehren, die primär einem politischen Lager (z. B. der Ratsrechten oder der -linken) nützen, […] wenig Chancen, weil die Wahrscheinlichkeit, dass dafür eine Mehrheit der Ratsmitglieder gewonnen werden kann, gering ist.»

## Kantonale und kommunale Ebene
Die meisten Kantonsparlamente (Ausnahme: Parlamente der Kantone Appenzell Innerrhoden, St. Gallen und Thurgau) können zur Untersuchung von Vorkommnissen von grosser Tragweite eine Parlamentarische Untersuchungskommission (PUK) einsetzen. Die Verfahren zur Einsetzung und die Rechte einer PUK entsprechen weitgehend der Regelung auf Bundesebene.
Auch verschiedene Parlamente grösserer Gemeinden können eine PUK einsetzen, so z. B. in den Städten Bern, Zürich und Zug, in Frauenfeld, Kriens, Opfikon und Riehen.
Beispiele:
- Grosser Rat des Kantons Bern: PUK Bernische Lehrerversicherungskasse, 2004/2005[10]
- Grosser Rat des Kantons Graubünden: PUK Baukartell, 2021[11]
- Gemeinderat der Stadt Zürich: PUK betreffend Vorkommnisse rund um die Dienstabteilung Entsorgung + Recycling Zürich, 2021[12]